# Robert Braber
Robert Braber (* 9. November 1982 in Rotterdam) ist ein ehemaliger niederländischer Fußballspieler, der seit dem Ende seiner Spielerkarriere als -trainer und Funktionär tätig ist.

## Spielerkarriere
Braber spielte auf der Position des Mittelfeldspielers unter anderem 178 Partien in der Eredivisie für Excelsior Rotterdam, RKC Waalwijk und Willem II Tilburg. Mit den zwei erstgenannten sowie mit Helmond Sport war er zudem auch in der zweiten niederländischen Liga aktiv. Von 2009 an spielte er ein Jahr lang in Deutschland beim Drittligisten FC Ingolstadt 04, mit dem er im Sommer 2010 in die 2. Bundesliga aufstieg, kehrte anschließend jedoch wieder in die Niederlande zurück. Mit dem RKC Waalwijk stieg er 2011 als Zweitligameister in die Eredivisie auf.

## Karriere als Funktionär und Trainer
Nach dem Ende seiner Profispieler-Karriere 2018 wurde Braber zunächst Teammanager bei seinem ehemaligen Verein RKC Waalwijk und übernahm dort später eine Tätigkeit in der Sponsoring-Abteilung. Von Januar 2020 bis Sommer 2021 war er Jugendtrainer bei NAC Breda.
Nach jeweils kurzzeitigen Positionen als Cheftrainer im Amateurbereich bei RBC Roosendaal und RKSV Cluzona wurde er im Oktober 2023 Co-Trainer von Ruud Brood beim Zweitligisten TOP Oss.